# キャッスルヴァニア (PlayStation 2)
『キャッスルヴァニア』（北米: Castlevania: Lament of Innocence、欧州: Castlevania）は、コナミから2003年11月27日に発売されたPlayStation 2用ソフトのアクションゲーム。
PlayStation 2での悪魔城ドラキュラシリーズ1作目。『悪魔城ドラキュラ黙示録』『悪魔城ドラキュラ黙示録外伝 LEGEND OF CORNELL』に続くシリーズ3作目の3Dアクション。サブタイトルは日本版にはなかったが、北米版では「Lament of Innocence」であり、後に日本の携帯電話アプリで配信された本作のコミカライズ版でも「ラメントオブイノセンス」というサブタイトルが付いた。
前作『黙示録』とはタイプが違った3Dアクションゲームであり、3D地形やジャンプのアクションは少なくなり、敵との戦闘がメインで進行する。アイテム取得による成長要素もあり、アクションRPGの要素も含む。主人公はレオン・ベルモンドで、鞭を中心に補助武器を組み合わせて多様な攻撃を可能にしたことで開発元のコナミは本作を「ムチゲー」と称している。

## システム
3人称視点の3Dアクションで、カメラ位置はマップが切り替わる度に変わる。パワーアップ方法はHPmaxアップやMPmaxアップといったアイテムでのステータス強化、魔道器や新しい鞭の取得で強化されるほか、敵を倒すうちに鞭を使ったコンボや飛び蹴りなどの戦闘アクションも習得していく。基本武器は鞭だけであるが、攻撃方法は鞭のほかにサブウェポンとオーブというアイテム、一部攻撃用の魔導器がある。ハートを消費してサブウェポン、MPを消費して魔導器を使用できる。サブウェポンにオーブを組み合わせる「エフェクティブオーブシステム」が実装され、これによって属性が付与され、攻撃方法と威力、消費コストが変化する。属性は炎・氷・雷・聖で、相性はサブウェポンの数だけある。
敵の攻撃はある程度ガードで防げる。攻撃直前の瞬間にガードするとパーフェクトガードとなり、攻撃を防いだうえMPが一定量回復する。一部の特殊攻撃をガードしてもMPが回復し、魔導器を使用できるようになる。アイテムの使用や変更などはアクションプレイ中に実行できる「リアルタイムウィンドウ」で行える（メニューからは使用できない）。オーブや魔導器の選択などを円滑に行うためのディスク状のカーソル「サークルウィンドウ」もある。
冒頭チュートリアルステージの後に、任意の攻略順な5つのステージの選択制となり、5つのステージのボスを全て倒しクリアすると、最終ステージに進む。ステージ内の途中で他のステージにつながっていることはなく、各ステージはそれぞれ独立しているが、最初の基点に戻れば過去に行った他のステージに再び行くことも可能。各ステージ内はフロア（部屋）構成になっており、ある程度の広さのフロア同士が扉や通路で連続してつながっている。各フロアには、出入り口が防がれフロア内の全ての敵を倒さなければ進めない所や、スイッチを作動させたり特定のアイテムを入手するなどの条件を満たさないと進めない場所もある。ステージの目的はボスを倒すことで、ボスのいるフロアはステージ最深部のドクロマークの赤い扉になっている。
ゲーム中に特定の条件を満たすと、レオンは新たなアクションを習得する。または、解説のメッセージによって既に身に付けていたアクションの存在が明かされる。新しいアイテムを取ったり、特定の敵を倒したり、初めての場所に移動したりすることで、画面に解説メッセージが表示されることがある。その時には解説されたアクションを実際に試せるシチュエーションが用意されている。

### 隠し要素・クリア後の追加要素
本編をゲームクリアするとプレイできるおまけモード
- ヨアヒムモード
  - ボス敵のヨアヒムを主人公として操作できるおまけモード。身の周りに浮かぶ5本の剣とそれを用いた特殊攻撃を行う。本編で特殊な移動をしていた場所には普通の足場が置かれており、一部の敵の名称も変化する。
- パンプキンモード
  - ヨアヒムモードクリア後にプレイできるおまけモードで、少々コミカルな謎のかぼちゃ型モンスターを主人公として操作できる。このモンスターの名称はパンプキンまたはかぼちゃくんで[4]、パンプキンモードのみのオリジナルキャラでありゲーム本編には登場しない。プレイ動作は基本的にはレオンと同じだが、メインウェポンはヴァンパイアキラーで、サブウェポンは専用のかぼちゃ。
- クレイジーモード
  - 高難易度となったモード。

## キャラクター
- レオン・ベルモンド（声：神奈延年） - 本作の主人公。騎士団最強とされ爵位をもった貴族の騎士だった。サラを救うためヴァルターのヴァンパイアの城へ向かう。
- サラ・トラントゥール（声：冬馬由美） - ヴァルターに捕えられた本作のヒロイン。
- マティアス・クロンクビスト（声：風間信彦） - 主人公の親友、レオンと同じ騎士団に所属する、レオンにサラがヴァンパイアにさらわれたと告げる。
- リナルド・ガンドルフィー（声：柴田秀勝） - 錬金術を用いた道具を生成する職人。ゲーム中でのアイテム屋。
- ヴァルター・ベルンハルト（声：岸野幸正） - 戯れにサラを誘拐したヴァンパイア。永遠の夜の城の主。
- ヨアヒム・アルムスター（声：神谷浩史） - ヴァルターにヴァンパイアにされた元人間。
- サキュバス（声：北浜晴子） - ヴァルターの配下の夢魔。
- メデューサ（声：北浜晴子） - 永遠の夜の城に棲む蛇頭の魔物。
- 死神（声：佐藤正治） - 死を司る魔物。

## スタッフ・プロモーション
ストーリーシナリオ・プロデュースは五十嵐孝司、ディレクターは武田長、BGM作曲は山根ミチル、キャラクターイラストは小島文美。
キャラクターイメージとしてタレント（芸能人）のソニンが起用され、プロモーションビデオやテレビCM、ゲームの限定版特典などで主人公レオンに扮して出演した。

## 関連商品
- 『キャッスルヴァニア 公式ガイドブック』（コナミ完璧攻略シリーズ）、双葉社、2003年11月29日、ISBN 9784575164084
- 『キャッスルヴァニア 公式攻略ガイド』（公式ガイドシリーズ）、NTT出版、2003年11月、ISBN 9784757181519
- 『キャッスルヴァニア コナミ公式パーフェクトガイド』、新紀元社、2003年12月28日、ISBN 9784775302187
- 『キャッスルヴァニア オリジナルサウンドトラック』ソニー・ミュージックディストリビューション、2005年11月30日

そのほかゲームには限定版も同時発売され、限定版には複製原画、カレンダー、ゲーム中の楽曲を数曲収録したCDが付属。一部のゲーム販売店では購入特典として本作の絵柄のテレホンカードやバンダナがもらえた。

### コミック
本作のデジタルコミックが携帯電話にて『悪魔城ドラキュラ ラメント オブ イノセンス』というタイトルで、コナミの携帯電話コンテンツ配信ウェブサイトのコナミネットのデジタルコミックス内で配信された。毎週金曜日配信、2007年2月2日 - 6月29日第1部21話、11月9日 - 2008年4月11日第2部42話。原作：秋月弓、漫画：榊田紅尾。ゲーム版のストーリーを補完する内容であり、リーザというオリジナルキャラなども登場する。